# تمويل الأعمال الريادية
تمويل الأعمال الريادية هو دراسة القيمة وتوزيع الموارد المطبقة على المشاريع الجديدة. يتناول الأسئلة الرئيسية التي تتحدى جميع رجال الأعمال: كم من المال يمكن وينبغي جمعه؟ ومتى يجب البدء بجمعه؟ ومن سيجمعه؟ وما التقييم المنطقي للشركات الناشئة؟ وكيف ينبغي هيكلة عقود التمويل وقرارات الخروج؟.

## المشكلة
اعتمادًا على الصناعة وتطلعات رجال الأعمال (أصحاب المشاريع)، فإنهم قد يحتاجون إلى اجتذاب الأموال لتسويق مفاهيمهم بالكامل. لذا يجب أن يجدوا مستثمرين، مثل أصدقائهم وعائلاتهم والبنوك والمستثمر الملاك وصندوق رأس المال المخاطر وطرح أسهم عامة أو مصدر آخر للتمويل. عند التعامل مع معظم مصادر التمويل الكلاسيكية، يواجه رواد الأعمال العديد من التحديات: التشكك في الأعمال والخطط المالية وطلبات الحصول على حصص كبيرة في الأسهم والرقابة الصارمة والنفوذ الإداري والفهم المحدود لخصائص عملية النمو التي تواجهها الشركات الناشئة.
من ناحية أخرى، يجب على رجال الأعمال فهم المشاكل الأساسية الأربع التي يمكن أن تحد من رغبة المستثمرين في استثمار رأس المال:
- عدم اليقين بشأن المستقبل: من ناحية إمكانيات تطوير الشركات الناشئة واتجاهات السوق والصناعة. كلما زاد الشك في مشروع أو خطة، زاد توزيع النتائج المحتملة.
- فجوات المعلومات: الاختلافات في ما يعرفه الأطراف الفاعلون المتنوعون حول قرارات الاستثمار للشركة.
- «الممتلكات اللينة»: هذه الممتلكات فريدة ونادرًا ما تحتوي على أسواق تسمح بقياس قيمتها. لذا، فإن المقرضين أقل استعدادًا لتقديم الائتمان مقابل مثل هذا الممتلكات.
- تقلب أوضاع السوق الحالية: يمكن أن تتغير الأسواق المالية وأسواق المنتجات بين عشية وضحاها، ما يؤثر على القيمة الحالية للمشروع وربحه المحتمل.

## التخطيط المالي الريادي الكبير

### الأهمية
يسمح التخطيط المالي لرواد الأعمال بتقدير كمية وتوقيت الأموال اللازمة لبدء مشروعهم والاستمرار فيه.
الأسئلة الرئيسية لرجل الأعمال هي:
- هل يجدر استثمار الوقت والمال في هذا العمل؟
- ما معدل الحرق النقدي؟
- كيفية تقليل الإضعاف من قبل المستثمرين الخارجيين؟
- تحليل السيناريو وخطة الطوارئ؟

يتولى المدير المالي الرئيسي (سي إف أو) لشركة ناشئة الدور الرئيسي للتخطيط المالي للأعمال الريادية. على النقيض من الشركات المُنشأة، يأخذ المدير المالي المبتدئ دورًا استراتيجيًا أكثر ويركز على الإنجازات المرحلية بموارد نقدية معينة، والتغيرات في التقييم اعتمادًا على تحقيقها، ومخاطر عدم تلبية الإنجازات المرحلية والنتائج المحتملة والاستراتيجيات البديلة.

### تحديد الحاجة المالية للشركات الناشئة
الخطوة الأولى في زيادة رأس المال هي فهم مقدار رأس المال الذي تحتاج إلى جمعه. تتوقع الشركات الناجحة احتياجاتها النقدية المستقبلية، وتضع الخطط وتنفذ استراتيجيات اقتناء رأس المال قبل أن تجد نفسها في أزمة نقدية.
توجّه ثلاثة مسلمات جمع الأموال للشركة الناشئة:
- مع نمو الأعمال التجارية، تمر غالبًا عبر عدة جولات أو مراحل من التمويل. تستهدف هذه الجولات مراحل محددة من نمو الشركة وتتطلب استراتيجيات وأنواع مختلفة من المستثمرين.
- زيادة رأس المال هي قضية مستمرة لكل مشروع.
- يستغرق الاستحواذ على رأس المال وقتًا ويحتاج إلى التخطيط وفقًا لذلك.

تُميّز أربع محددات حاسمة للحاجة المالية للمشروع بشكل عام:
- تحديد المبيعات المتوقعة ونموها ومستوى الربحية.
- حساب تكاليف بدء الشركة الناشئة (تكاليف لمرة واحدة).
- تقدير التكاليف المتكررة.
- إسقاط رأس المال العامل (سياسات الجرد والائتمان والدفع. يحدد هذا النقدية اللازمة للحفاظ على الأعمال اليومية).

عادة، أصحاب رؤوس أموال المشاريع جزء من صندوق التمويل. يشمل متوسط حجمهم في أوروبا خمسة خبراء استثمار وداعمَين. يدرّون الدخل من خلال رسوم الإدارة (في المتوسط 2.5٪ عمولة سنوية) والفائدة المحمولة («يحملون» في المتوسط 20-30 ٪ من أرباح الصندوق).